# Buluka straeleni
Buluka straeleni är en stekelart som beskrevs av De Saeger 1948. Buluka straeleni ingår i släktet Buluka och familjen bracksteklar. Inga underarter finns listade.